# Ferencszállás
Ferencszállás is een plaats (község) en gemeente in het Hongaarse comitaat Csongrád. Ferencszállás telt 671 inwoners (2002).